# Jan Dvořák (spisovatel)
Jan Dvořák (10. května 1937 Litomyšl – 8. prosince 2021 Hradec Králové) byl český prozaik, editor, nakladatel, redaktor, filmový teoretik a literární kritik.

## Život
Narodil se v Litomyšli, ovšem od roku 1938 žil v Kolíně, kam se jeho rodina přestěhovala. Později (1945) žil v Praze, kde studoval na Střední průmyslové škole grafické obor polygrafie. Po maturitě roku 1957 studoval na Filozofické fakultě UK v Praze dějepis a český jazyk a literaturu. Studium zde ukončil roku 1962 a o šest let později získal doktorát (práce s názvem: Prozaické dílo L. Aškenazyho).
Během svého studia působil jako externí redaktor v časopise Plamen a také v nakladatelství Práce. Navštěvoval také přednášky na FAMU. Potom, co absolvoval dvouletou vojenskou prezenční službu, působil jako středoškolský učitel na Střední průmyslové škole strojnické v Rychnově nad Kněžnou.
Roku 1966 nastoupil jako redaktor do Východočeského nakladatelství (Kruh) v Hradci Králové, do roku 1970 byl jeho šéfredaktorem, v letech 1990–1992 pak jeho ředitelem. Jan Dvořák v letech 1974–1980 externě pracoval jako dramaturg i autor v divadle Drak. Od roku 1992 vyučoval český jazyk a literaturu na Vysoké škole pedagogické v Hradci Králové, na které se roku 1994 stal vedoucím katedry českého jazyka a literatury.

## Dílo
Literární tvorba Jana Dvořáka je velice obsáhlá. Mezi jeho díla patří novely, romány, povídky a eseje. Zabývá se také literární a filmovou teorií a kritikou. Své povídky, odborné studie i recenze z oblasti filmu a literatury začal publikovat již za svého vysokoškolského studia. Mezi časopisy, do kterých přispíval, patří: Film a doba, Impuls, Kmen, Literární měsíčník, Literární noviny, Mladá fronta, Plamen, Tvorba, Zlatý máj či Nové knihy, kde působil také jako člen redakční rady. Roku 1969 v Hradci Králové spoluzakládal měsíčník Texty, ve kterém byl také členem redakční rady. Publikoval také v dalších tiskovinách, jako jsou například Pochodeň (Hradecké noviny), Hradecký kurýr, Oko.
Dále spolupracoval s hradeckým studiem Českého rozhlasu. Je členem východočeského střediska Obce spisovatelů, českého centra mezinárodního PEN klubu. Dále byl také předsedou Akademického filmového klubu Univerzity Hradec Králové, své místo zaujímal i v redakční radě nakladatelství Gaudeamus v Hradci Králové. V letech 2003–2005 byl v komisi pro udílení státních cen za literaturu Ministerstva kultury ČR. Také byl členem Literárněvědné společnosti v Praze.

### Próza
Knižně vydal několik novel, románů a povídek.
- Zločin naruby (1967) – psychologicko-kriminální novela, v níž použil techniku filmového střihu a montáže
- Tulácké dny (1970) – novela o hlubokém ponoru do duše dospívající dívky, která přijede na prázdniny ke své matce na venkov.
- Domácnost (1971) – baladická novela
- Láska před západem slunce (1973) – tematikou je cesta ze samoty a odcizeného světa
- Muž mezi ženami (1977) – dílo z královéhradeckého prostředí
- Zde konečně nám dáno moře (1978)
- Úkazy na obloze (1987) – román v povídkách z královéhradeckého prostředí
- Odvrácená strana obrazu (1983) – reflexivní román o významu umění v životě člověka; využil zde korespondenci mezi jeho rodiči a malířem Otou Kubínem
- Milá, milý, nejmilejší (1990) – novela s tematikou cesty ze samoty a odcizeného světa
- Kamenný lev (1991) – román
- Dopis o vraždě (1993)
- Poetický svět Václava Kršky (1989) – esejistická monografie

V analytických románech z 80. let kritizuje pokleslé formy života, zejména kariérismus, neupřímnost mezilidských vztahů a konzumní životní styl.
- Hledání v panelovém městě (1981) – Román z prostředí nového panelového sídliště. Na pozadí tragické nehody se rozvíjí příběh o hledání krásy, lásky, naděje, domova.
- Skalp (1984) – dílo z královéhradeckého prostředí
- Spolek svedených a opuštěných (1988)[4]

### Editorská činnost
V době svého působení v nakladatelství Kruh byl editorem řady knih, připravil a uspořádal literární výbory.
- Čas a smrt (1970) – výbor z děl Arthura Brejského, Josefa Müldnera, Ladislava Klímy, a dalších
- Ovečky na horách (1972) – výbor z díla Františka Lesaře vydaný pod pseudonymem Jan Robert
- Příběhy o citech (1975) – pod pseudonymem Jan Robert[4]

### Redaktor a vydavatel
Jan Dvořák vydal a redigoval řadu sborníků začínajících autorů:
- Kruh humoru (1967)
- Kruh poezie (1968)
- Začátek (1973)
- Pohledy (1974)
- Setkání (1976)
- Rozhovory (1977)
- Letokruhy (1982)[4]